# Драгня, Марин
Марин Драгня (рум. Marin Dragnea род. 1 января 1956, Slobozia Moară, Дымбовица) — румынский футболист, игрок сборной Румынии.

## Карьера
Большую часть футбольной карьеры провёл в Румынии, играя за «Прогресул», бухарестское «Динамо», «Фарул» и «Флакэра Морени». В составе бухарестского «Динамо» он провел 16 матчей и забил 2 гола в Кубке европейских чемпионов. В 1984 году он дошел до полуфинала этого соревнования, но был выбит английским клубом «Ливерпуль».
Завершил карьеру в бухаретском «Рапиде».
Марин Драгня сыграл 5 матчей на международном уровне за сборную Румынии, дебютировав, когда тренер Мирча Луческу использовал его в матче 1:1 против Испании на Евро-1984. Следующий матч он провел также на Евро-1984, проиграв 2:1 против Западной Германии. Последние три матча Драгнеа были товарищескими: 1:1 против Израиля, 1:1 и 0:0 против Ирака.